# FC Sipan Artik
Football Club Sipan Artik (arménsky: Շինարար Ֆուտբոլային Սիփան Արթիկ) byl arménský fotbalový klub sídlící ve městě Artik. V roce 1992 klub poprvé postoupil ze třetí do druhé ligy, následujícího ročníku se však nezúčastnil.

## Umístění v jednotlivých sezonách
Zdroj:
Legenda: Z – zápasy, V – výhry, R – remízy, P – porážky, VG – vstřelené góly, OG – obdržené góly, +/- – rozdíl skóre, B – body, červené podbarvení – sestup, zelené podbarvení – postup, fialové podbarvení – reorganizace, změna skupiny či soutěže
| Arménie (1993) |                       |        |   |   |   |   |    |    |     |   |        |
| Sezóny         | Liga                  | Úroveň | Z | V | R | P | VG | OG | +/- | B | Pozice |
| 1993           | Aradżin chumb – sk. B | 2      | – | – | – | – | –  | –  | –   | – | 12.    |